# 宮川武
宮川武（みやがわ たけし）は、静岡県出身のフリーのフィギュア原型師である。フィギュアサークルでは最大手の『T's system.』を主催している。

## 経歴
- 中学生時代からアマチュア活動として、コミックマーケットやワンダーフェスティバルにてフィギュアを発表していた。
- 静岡県立沼津東高等学校卒業[1]
- 群馬大学在学時に彫刻家黒田能勝に彫刻を学ぶ。
- 大学生時代にムサシヤから発売された『らんま1/2』のキャラクター、シャンプーにてプロデビューする。[2]
- 現在は自身のブランド『T's system.』を中心にフリーの原型師として活動していて、ひとつのメーカーに縛られることなく、セガ、バンダイ、海洋堂、コトブキヤ、クレイズ、ムサシヤなど様々なメーカーの原型を手がけている。
- ランチア・クラブ・ジャパン理事[3]
- 2011年フランス・パリで開催された「Japan Expo」公式ゲストに選抜される。
- 2011年中国・上海で開催された「日本アニメフェスティバル in 上海」公式ゲストに選抜される。
- 2012年、2016年イタリア・ルッカで開催された「Lucca Comics & Games」の日本人ゲストに選抜される。
- 2012年中国・北京にて開催された「2012国際動漫博覧会(ICAC2012)」のゲストに選ばれる。
- 2013年、2014年、2015年、2016年、2017年のオーストリア・ウィーンで開催された「AniNite 2013」「AniNite 2014」「AniNite 2015」「AniNite 2016」「AniNite 2017」の日本人ゲストに選抜される。
- 2013年、2014年、2015年の台湾・台北にて開催された「漫畫博覽會 Comic Exhibition」のゲストに選ばれる。
- 2015年の台湾・台北にて開催された「REALITY FANTASY」「PETIT FANCY」のゲストに選ばれる。
- 2015年、2016年ドイツ・カッセルで開催された「Connichi2015」「Connichi 2016」のゲストに選ばれる。
- 2016年スイス・ダボスにて開催された「JapAniManga Night」のゲストに選ばれる。
- 2016年、2018年中国・上海にて開催された「ComiCUP 2016」「ComiCUP22」のゲストに選ばれる。
- 2017年中国・天津で開催された「国家动漫园IP研讨交流会」にて講演。[4]
- 2018年中国・上海にて開催された「ワンダーフェスティバル 2018上海[Pre Stage]」の日本著名原型師特別区のゲストに選ばれる。
- 2022年　株式会社ビリビリ主催「第二回　CHE(CHINA HOBBY EXPO)フィギュアコンテスト」の日本人審査員に選定される。
- 2023年　オーストリア・ウィーンで開催された「AniNite 2023」の日本人ゲストに選ばれる。
- 2023年　株式会社ビリビリ主催「第三回　CHE(CHINA HOBBY EXPO)フィギュアコンテスト」の日本人審査員に選定される。

## 活動
- T's system.として主に、1年に夏冬二度開催されるワンダーフェスティバルにて新作を出しており、多作で知られる氏が一度に十作程の新作を発表することもある。
- コミックマーケットには、ぽよよんろっく氏と「ぽこぴ〜アンドてぃ〜ず」名義でサークル参加をしていてフィギュア付き同人誌を出版している。PVC製の服を着せ、着脱可能とするキャストオフフィギュアは、氏が同人フィギュアで行ったものが史上初である（ABS製は以前からあり）。
- アニメ調のお菓子系美少女フィギュアを得意とし宮川造形と呼ばれる個性的な作風をもつ。またシワやフリルなどを作り込むため服装の造形を評価される事が多い。
- アダルトフィギュアの製作時のみいちろうた名義で活動している。
- 魔改造容認派であり、2ちゃんねるの「みんなで御魔改造！」の最初のスレッドは彼が立てたものである。
- Macintoshユーザー。
- 車とバイク好きで知られ、車雑誌に掲載される事がある。現在の愛車はランチア・ストラトス、MVアグスタ[5]。
- 吉祥寺や秋葉原で個展などを行ったり、地方のイベントなどにも積極的に参加している。また、氏を中心として活動しているクレイズ主催で秋葉原にて開催される「萌え〜ろ祭り」内にてフィギュア製作の実演を行っていて、実際の作業工程を間近で見ることができる。
- 単行本や雑誌に付属するフィギュアの製作を担当する事も多く、『ネットランナー』（ソフトバンクパブリッシング）付録、『天上天下』単行本付録、『ぴたテン』DVD付録などを担当している。
- こげどんぼ*デザインのフィギュアどきどきぶろがー☆たまタンは、声優の斎藤桃子がボーカルを担当しニコニコ動画でキャラクターソングが発表された。後に『どきどき!たまタン』というタイトルで2009年3月号から『なかよし』（講談社）にて漫画連載が開始、2010年5月号まで連載。
- 世界初の萌仏像のとろ弁天像の制作者であり、世界初の萌仏師である。この仏像の御開帳の様子は多くのニュースで報道され、海外でも大きく取り上げられた[6][7]。
- 2011年にフランス・パリで開催された「Japan Expo」の公式なゲストに選抜された。これはフィギュアだけでなく立体造形の作家としても世界初である。Japan Expo開催中は講演やサイン会、造形の実演なども行い、その模様はテレビや雑誌およびネット配信など多くの海外メディアに取り上げられた。同年の他のゲストはモーニング娘。、X JAPAN等。
- 2011年11月に中国・上海にて日中政府機関が共同開催する「日本アニメフェスティバル」の公式ゲストに選ばれ、サイン会、講演、製作講義などを行った。その模様は中国国内だけでなく日本のテレビニュースなどでも放映された。同年の他のゲストはMay'n、牧野由依他。
- 2012年にイタリア・ルッカで開催された「Lucca Comics & Games」の日本人ゲストに選抜され、作品展示、トークショウ、製作講義やサイン会なども行った。また同年の他のゲストは小畑健、池田晃久等。
- 2012年12月に中国・北京にて開催された「2012国際動漫博覧会（ICAC2012）」のゲストに選ばれ、作品展示およびサイン会、製作実演などを行った。同年の他のゲストは、静野孔文他。
- 2013年オーストリア・ウィーンで開催された「AniNite 2013」の日本人ゲストに選抜され、製作実演、トークショウなどを行う。同年の他のゲストはPEACH-PIT他。
- 2013年台湾・台北にて開催された「漫畫博覽會 Comic Exhibition」のゲストに選ばれる。同年の他のゲストは岡野剛、大高忍等。
- 2014年群馬県前橋市で開催された「前橋あに芽フェスティバル」期間中、アーツ前橋ホワイエにて、フィギュア作品展示及び、シネマまえばしにて、トークショウを行った。
- 2014年台湾・台北にて開催された「漫畫博覽會 Comic Exhibition」でフィギュア製作実演とトークショウを行った。
- 2014年台湾東販にてフィギュア製作講座を行った。
- 2014年オーストリア・ウィーンで開催された「AniNite 2015」の日本人ゲストとしてフィギュア講義を行った。
- 2015年台湾・台北にて開催された「漫畫博覽會 Comic Exhibition」でフィギュア製作実演とエヴァンゲリオンブース内にて新作の発表とトークショウを行った。
- 2015年、台湾「漫畫博覽會 Comic Exhibition」内で、台湾の漫画家韋宗成とコラボレーションして製作された林黙娘のフィギュアを発表した。
- 2015年オーストリア・ウィーンで開催された「AniNite 2015」の日本人ゲストとしてフィギュア講義を行った。
- 2015年ドイツ・カッセル「Stadthalle Kassel」で開催されたドイツ語圏では最大規模のアニメ・マンガイベント「Connichi 2015」の日本人ゲストとしてフィギュア講義とトークショウを行った。また群馬県前橋市の特設ブースを作り、前橋市のマスコットキャラクターころとんを用いて前橋市の名産物や観光地などをアピールをした
- 2015年台湾・台北にて開催された「REALITY FANTASY2 X」「PETIT FANCY23」でイラストレーターの渡辺明夫とトークショウと審査員を行った。
- 2016年、JOYがMCを務めるテレビ番組『JOYのASOBU-TV JOYnt!』（群馬テレビ）にて宮川の仕事場を訪れる企画が放映された。その回のゲストは久松郁実でJOYとともに宮川の仕事場が放映された。
- 2016年スイス・ダボスにて開催された「JapAniManga Night」でフィギュア製作実演を行った。
- 2016年、静岡県で開催された『中日新聞』主催の「第35回ふるさと知名人チャリティー色紙展」が開催された。色紙は画家や書家、工芸家、芸能人、スポーツ選手ら133人から寄せられた308枚を展示。展から依頼され氏は色紙を寄贈した。
- 中国の人気動画サイト「ビリビリ動画」より2233 忘年祭2017限定Ver.フィギュアの制作を担当した。またこのフィギュアの限定版は中国の動画放送でオークション販売が行われシリアルナンバー2017番が、98億元（約1600億円）で競売が成立し中国のニュースで大きな話題となった。のちに落札者と協議が行われ価格は見直された。
- 2017年、『中日新聞』掲載の静岡県ゆかりの著名人を紹介する『静岡異彩列伝』にで宮川が取り上げられた。
- 中国テンセントにより中国無形文化遺産の工芸の日中文化交流事業における日本側の代表に選ばれ、中国のテレビ番組で交流の様子が放送された。中国無形文化遺産の伝統工芸を氏が体験するという内容であった。番組内のゲームにて失敗し罰ゲームにて星を見上げるパイ（スターゲイジー・パイ）を食べさせられた。
- 中国の動画配信サービス「テンセントビデオ」で配信され日本ではWOWOWにて放映された陳情令ドラマ版　魏無羨（ウェイ・ウーシエン）と藍忘機（ラン・ワンジー）の書き下ろしイラストのフィギュア化を担当しビリビリ動画内でドラマの宣伝を日本語で配信した。

## 代表作
- ANAユニフォームコレクション（全日空）
- 2005年夏ワンフェスオフィシャル「ワンダ&リセットボトルキャップコレクション」（海洋堂）
- セーラームーン1/6スケールフィギュアシリーズ（バンダイ）
- カードキャプターさくら1/6スケールフィギュアシリーズ（clayz）
- ネットランナーネトヴィネシリーズ「ビスケたん」、「任意たん」（ソフトバンク）
- VOCALOID 初音ミク プレミアムフィギュア2（セガ）
- 東方フィギュアシリーズ（T's system.）
- 萌仏像 とろ弁天像（了法寺）
- 天上天下 単行本付属フィギュア（ウルトラジャンプ集英社）
- イエスタデイをうたって 単行本付属フィギュア（ビジネスジャンプ集英社）
- エヴァンゲリオンレーシング・プレミアムフィギュア　全種（セガプライズ）
- エヴァンゲリオン・ルームフレグランスフィギュア　全種（セブン-イレブン）
- ガールズ＆パンツァー 最終章×パシフィックレーシングチーム プレミアムフィギュアシリーズ（セガプライズ）
- プロジェクトセカイ カラフルステージ！ feat. 初音ミク スーパープレミアムフィギュアシリーズ（セガプライズ）
- お隣の天使様にいつの間にか駄目人間にされていた件　 真昼のおしごと体験　(タイトー)

## 著書、連載誌
- 『宮川武作品集』 T's Chronicles（竹書房）
- 『E☆2』（メディエイション）
- 『レプリカント』（竹書房）
- 『月刊ホビージャパン』（ホビージャパン）
- 『モデルグラフィックス』（大日本絵画）
- 『電撃ホビーマガジン』（アスキー・メディアワークス）
- 『ドラゴンマガジン』（富士見書房）
- 『ULTRA LOVELY GIRLS!　宮川武作品集2004-2010』（角川書店）
- 『スロガイ☆モエブ』（白夜書房）
- 『金持ちA様×貧乏B様―成功の気づき方』（日本テレビ放送網）
- 『ローリングストーン 2013年5月号』（ローリング・ストーン）
- 『上毛新聞』（上毛新聞社）